# カール・ヴィンソン
カール・ヴィンソン（英語：Carl Vinson、1883年11月18日 - 1981年6月1日）は、アメリカ合衆国の政治家。1914年から1965年に引退するまで、50年の長きに渡ってジョージア州選出連邦下院議員を務め、在任中は国防力で特に海軍力の増強に尽力したことで知られる。ヴィンソンは1981年に亡くなったが、現在でも彼の海軍に対する功績を称えて命名された原子力空母カール・ヴィンソン (USS Carl Vinson, CVN-70) の艦名としてその名を残している。

## 生涯
1883年11月18日にジョージア州ボールドウィン郡で誕生した。1900年からマーサー大学法律学校で法律を学んだ。1909年に25歳の時にジョージア州議会議員に選出され、2期目の1911年と1912年に臨時の議長を務めた。3期目を目指した選挙で落選した後ボールドウィン郡裁判所の判事に指名されたが、共和党のオーガスタ・ベーコン下院議員の急死に従って補欠選挙に立候補し、他の3人の候補を破って当選した。彼は1914年11月3日に最も若い下院議員に宣誓就任した。
国防問題で特に海軍の軍備に明るい政治家として頭角を現す。第一次世界大戦直後の1920年代には、海軍委員会の委員に就任。1931年には海軍委員会の委員長となる。1934年にはフロリダ州選出のパーク・トランメル上院議員と共に建艦法であるヴィンソン・トランメル法を推進。さらに日本の海軍条約脱退後に、いくつもの建艦法案とそれらに基づく建艦計画を促進させ、第二次世界大戦の戦前・戦中におけるアメリカ海軍の拡張に多大な貢献があった（「ヴィンソン案」を参照。これらの「ヴィンソン案」を「第○次ヴィンソン計画」と称することもある）。
第二次世界大戦後に海軍委員会は軍事委員会と合併し、下院軍事委員会となった。ヴィンソンは委員会の最初の委員長となり、1965年に引退するまで同職を務めた。軍事の焦点が冷戦に変わるとともにヴィンソンは議長として軍の近現代化を推し進め、特に1950年代の終わりにはエンタープライズ (USS Enterprise, CVN-65) から始まる原子力空母の調達に注力した。
このように、近現代におけるアメリカ海軍の軍備拡充に果たした業績や努力を称え、ニミッツ級航空母艦の3番艦が彼に因んで命名された。1980年3月15日に彼は96歳で同艦の進水式に出席した。
また、政府に働きかけ南極大陸調査を推し進めたことでも知られ、アメリカ隊が発見した南極最高峰は彼の名を冠しヴィンソン・マシフと名付けられた。
1981年6月1日に97歳で死去した。
自身の子供がいなかったが、外甥の息子のサム・ナンは25年間ジョージア州選出の上院議員 (1972年から1997年) を務めた。ナンは同職中の大半を上院軍事委員会に所属し、1986年から1995年は委員長を務めるなど、軍事面で大おじの後を継いだ。